# Liste der in der NS-Zeit verfolgten und vertriebenen Wissenschaftler der Wirtschafts- und Sozialwissenschaftlichen Fakultät der Goethe-Universität
Die Liste der in der NS-Zeit verfolgten und vertriebenen Wissenschaftler der Wirtschafts- und Sozialwissenschaftlichen Fakultät der Goethe-Universität umfasst Wissenschaftler, die Fächer vertraten, „die von den Nazis seit jeher als Zentren ›liberalistischer‹ und ›jüdisch-marxistischer‹ Wissenschaft bekämpft“ worden waren, so vor allem die linke Sozialwissenschaft mit ihrer pädagogischen und psychologischen Abteilung.

## Das Schicksal jüdischer und/oder politisch missliebiger Wissenschaftler
Zum Hintergrund der Verfolgungen und Vertreibungen sowie zu deren administrativen Absicherungen siehe:

## Kurzbiographien
Für die folgenden Mitglieder der Wirtschafts- und Sozialwissenschaftlichen Fakultät der Goethe-Universität (JWGU) liegen Kenntnisse über ihre Verfolgung durch die Nationalsozialisten vor:
- Salomon Eugen Altschul – Ludwig Bergsträsser – Siegfried Budge – Hendrik de Man – Norbert Elias – Henryk Grossmann – Carl Grünberg – L. Albert Hahn – Ernst Kahn – Ernst Kantorowicz (Sozialpädagoge) – Otto Max Köbner – Julius Kraft – Alois Kraus – Adolph Lowe (Adolf Löwe) – Karl Mannheim – Ernst Michel – Fritz Neumark – Ferdinand Nissen – Franz Oppenheimer – Friedrich Pollock – Karl Pribram – Gottfried Salomon-Delatour – Wilhelm Sturmfels – Walter Sulzbach – Heinrich Voelcker

Soweit nachfolgend keine anderen Quellen benannt sind, beruhen die Grundinformationen zu allen Kurzbiographien auf dem Buch Die Juden der Frankfurter Universität von Renate Heuer und Siegbert Wolf.
| Name                       | gelebt von/bis | Status bei der Entfernung aus der Universität | Entlassung und Entlassungsgründe | unmittelbare und mittelbare Folgen der Entlassung | Folgen und Entwicklungen ab 1945 |
| Salomon Eugen Altschul     | 1887– 1954     | Der Nationalökonom Altschul war seit 1927 wissenschaftlicher Leiter der von Albert Hahn gegründeten Frankfurter Gesellschaft für Konjunkturforschung und vom Sommersemester des gleichen Jahres an auch Lehrbeauftragter für Methoden der Konjunkturforschung an der Universität. Nach seiner Habilitation im Jahre 1929 wurde er zum Privatdozenten ernannt. | 1933 wurde Altschul nach § 3 des Gesetzes zur Wiederherstellung des Berufsbeamtentums (BBG) die Lehrbefugnis entzogen. | Altschul emigrierte 1933 zunächst nach Großbritannien im Dezember dann in die USA. Er begleitete Gastprofessuren und war Mitarbeiter in verschiedenen Wirtschaftsämtern der US-Regierung. | 1946 wurde Altschul ordentlicher Professor für Nationalökonomie an der University of Kansas. 1952 wurde er emeritiert, übte aber weiterhin Lehrtätigkeiten aus und übernahm Gastprofessuren. Seit Mitte der 1950er Jahre lief ein Wiedergutmachungsverfahren. |
| Ludwig Bergsträsser        | 1883 – 1960    | Bergsträsser arbeitete von 1920 bis 1933 am Reichsarchiv in Potsdam. 1928 erhielt er den Auftrag, die Geschichte der Frankfurter Nationalversammlung zu schreiben, und wurde dazu am 23. April 1928 an die Frankfurter Außenstelle des Reichsarchivs versetzt. In Frankfurt habilitierte er sich ein weiteres Mal und wurde nichtbeamteter ao. Professor für Innere Politik an der Universität.                                                                                  | Am 30. Juni 1933 verlor Bergsträsser aufgrund des BBG seine Anstellung als Oberarchivrat, und zum 21. März 1934 wurde ihm auch die Lehrbefugnis entzogen. | Nach seiner Entlassung lebte Bergsträsser als freier Wissenschaftler und Publizist in Darmstadt. Er beteiligte sich an illegalen Aktionen im Elsass und gehörte ab 1939 zum Widerstandskreis um Wilhelm Leuschner. 1944 wurde er von der Gestapo verhört, doch hatte dies keine weiteren Folgen für ihn. | 1945 wurde Bergsträsser wieder Honorarprofessor für Politik in Frankfurt und baute im Auftrag der US-Militärregierung die Verwaltung des künftigen Landes Hessen auf. Er war dann bis 1948 Regierungspräsident im Regierungsbezirk Darmstadt. Von 1949 bis 1953 war Bergsträsser Mitglied des Deutschen Bundestags. Bergsträsser war nach 1945 Mitglied zahlreicher Gremien und gehörte unter anderem dem Beirat des Instituts für Zeitgeschichte in München an, war Mitglied der Deutschen Akademie für Sprache und Dichtung in Darmstadt sowie des PEN-Zentrums der Bundesrepublik. Unter den zahlreichen Archivalien über Ludwig Bergsträsser4 im Hessischen Hauptstaatsarchiv befindet sich auch eine Wiedergutmachungsakte. |
| Siegfried Budge            | 1869 – 1941    | Budge, Nationalökonom und Jurist sowie Neffe des Universitäts-Mitbegründers Henry Budge, habilitierte sich 1921 als Volkswirt in Frankfurt und lehrte fortan als Privatdozent Volkswirtschaftslehre. 1925 wurde er zum nichtbeamteten ao. Professor berufen. | Im März 1933 wurde Budge nach § 3 BBG die Lehrbefugnis entzogen. | Da es Budge nicht gelang, eine Anstellung im Ausland zu finden, zogen er und seine Frau Ella (1875-1942) zur Tante Emma Budge in Hamburg. Nach deren Tod 1937 mussten Siegfried und Ella Budge das Budge-Palais verlassen und mehrmals umziehen. Siegfried Budge starb nach schwerer Krankheit am 1. September 1941. Seine Frau Ella wurde 1942 zuerst ins Konzentrationslager Fuhlsbüttel eingeliefert und kurze Zeit später nach Theresienstadt deportiert, wo sie am 6. November 1943 verstarb. | In Hamburg erinnern seit 2007 zwei Stolpersteine an Siegfried und Ella Budge in der Milchstraße 12 am Eingang zum Budge-Palais, das heute die Hochschule für Musik und Theater Hamburg beherbergt. Ein Restitutionsverfahren um das Budge-Erbe konnte erst 2011 abgeschlossen werden. |
| Hendrik de Man             | 1885 – 1953    | De Man unterrichtete zwischen 1922 und 1926 an der Akademie der Arbeit und wurde 1929 Lehrbeauftragter für Sozialpsychologie und Sozialpädagogik an der Goethe-Universität. Er war allerdings laut Vorlesungs- und Personalverzeichnis der Universität Frankfurt für das Winter-Halbjahr 1932/33 seit dem Wintersemester 1932/33 beurlaubt. | Vermutlich aufgrund seiner sozialistischen Einstellung wurde ihm nach der Machtübernahme der Nazis die Lehrbefugnis entzogen. | De Man kehrte nach Belgien zurück und entwickelte dort den Plan der Arbeit, der zur Überwindung der Wirtschaftskrise und der Arbeitslosigkeit durch eine Änderung der Konjunkturpolitik und durch Strukturreformen beitragen sollte. 1936 wurde er erstmals Minister in Belgien, und nach dem Einmarsch der Deutschen vertrat er eine Politik, die für die Anerkennung der NS-Okkupation plädierte. Er verlor jedoch die Unterstützung durch die Deutschen Besatzer und zog sich 1941 ins unbesetzte Vichy-Frankreich zurück. Im August 1944 ging er als politischer Flüchtling in die Schweiz. | 1946 wurde de Man von einem belgischen Gericht in Abwesenheit zu 20 Jahren Gefängnis, Verlust der bürgerlichen Ehrenrechte und einer Geldstrafe verurteilt, weil er „der Politik oder den Absichten des Feindes gedient“ habe. Seine Bemühungen um eine Revision des Urteils blieben erfolglos. |
| Norbert Elias              | 1897 – 1990    | Elias kam 1930 zusammen mit Karl Mannheim als dessen Assistent an das Soziologische Seminar in Frankfurt. | Elias’ Habilitationsschrift war zum Zeitpunkt der nationalsozialistischen Machtübernahme bereits fertiggestellt. Im März 1933 wurde jedoch das Seminar für Soziologie geschlossen und Elias aufgrund seiner jüdischen Herkunft die Antrittsvorlesung verweigert, womit ihm die Habilitation verwehrt blieb. | 1933 emigrierte Elias nach Frankreich und übersiedelte 1935 nach Großbritannien. 1940 wurde er als Enemy Alien interniert. Danach Tätigkeiten in der Erwachsenenbildung und diverse Lehraufträge. | 1954 erhielt Elias eine Dozentenstelle für Soziologie an der University of Leicester. Von 1962 bis 1964 war er dann Soziologieprofessor an der University of Ghana in Accra, wo er auch emeritiert wurde. Elias kehrte nach England zurück und lebte hier als Privatgelehrter. Gastprofessuren führten ihn danach auch an viele deutsche Universitäten, auch nach Frankfurt. 1979 verlegte er seinen Wohnsitz nach Amsterdam. 1977 wurde Elias erster Preisträger des 1976 von der Stadt Frankfurt gestifteten Theodor-W.-Adorno-Preises. In welcher Weise Elias Wiedergutmachungsansprüche geltend gemacht hat, ist nicht bekannt. Im Hessischen Hauptstaatsarchiv befindet sich jedoch eine Akte aus einem vor dem Landgericht Wiesbaden verhandelten Entschädigungsverfahren. |
| Henryk Grossmann           | 1881 – 1950    | Grossmann kam 1925 als Hauptassistent von Carl Grünberg an das Institut für Sozialforschung (IfS). Er habilitierte sich 1927 in Volkswirtschaftslehre und lehrte als Privatdozent an der Universität, die ihn 1930 zum nichtbeamteten ao. Professor berief. | 1933 wurde Grossmann nach § 3 BBG die Lehrbefugnis entzogen. | Bereits im Februar 1933 emigrierte Grossmann nach Frankreich und wurde in Paris Mitarbeiter an der Außenstelle des IfS. 1935 wechselte er an die Londoner Zweigstelle des IfS, bevor er 1937 dessen Mitarbeiter in New York wurde. | Über Grossmanns Arbeit am IfS nach 1945 liegen keine belastbaren Daten vor, somit auch nicht zu einer möglichen Entfremdung zwischen ihm und dem Institut. Fest steht aber, dass Grossmann 1949 in die DDR übersiedelte und von 1949 bis 1950 als Professor für Politische Ökonomie an der Gesellschaftswissenschaftlichen Fakultät der Universität Leipzig lehrte. |
| Carl Grünberg              | 1861 – 1940    | Grünberg kam 1924 als ordentlicher Professor für Wirtschafts- und Staatswissenschaften nach Frankfurt und wurde im gleichen Jahr erster Direktor des Instituts für Sozialforschung. Am 20. Januar 1928 erlitt Grünberg einen schweren Schlaganfall, der in Zwang sich von allen universitären Pflichten und am IfS entbinden zu lassen. | Grünberg wurde 1933 nach § 3 BBG in den Ruhestand versetzt. | Nach Stamm strichen die Nazis Grünbergs Pension als Professor, doch das IfS konnte dessen Pension als Institutsdirektor weiter bezahlen. Weitere Restriktionen seitens der neuen Machthaber musste er aber nicht ertragen. Seine Söhne konnten emigrieren, und – nach seinem Tod – auch seine Frau Hilde (1875-1960). | In den frühen 1950er Jahren wurde ein Wiedergutmachungsverfahren eingeleitet. Anlässlich des 100. Geburtstag der Goethe-Universität wurden am 17. Oktober 2014 zum Gedenken an Carl und Hilde Grünberg Stolpersteine in der Gutleutstraße 85 verlegt. |
| Albert Hahn                | 1889 – 1968    | Der Rechtsanwalt und Bankier Hahn war von 1928 bis 1933 Honorarprofessor für Geld- und Kreditwesen. | Hahn wurde 1933 nach § 3 BBG die Lehrbefugnis entzogen. | Hahn blieb bis 1937 Aufsichtsrats-Vorsitzender der Deutschen Effecten- und Wechsel-Bank, deren Vorstand er zuvor lange Jahre angehört hatte. Er emigrierte 1936 in die Schweiz und übersiedelte 1939 in die USA, wo er in New York eine Professur an der New School for Social Research erhielt. | Nach dem Ende des Zweiten Weltkriegs unterrichtete Hahn zunächst an verschiedenen Universitäten und lehrte ab 1950 wieder in Frankfurt. Um diese Zeit leitete er auch ein Wiedergutmachungsverfahren ein. Seit 1959 war Hahn Träger der Ehrenplakette der Stadt Frankfurt am Main. |
| Ernst Kahn                 | 1884 – 1959    | Der Unternehmer, Bankier, Journalist, Sozial- und Kommunalpolitiker Ernst Kahn begleitete sei 1919 Lehraufträge an der Universität, zuletzt für Wohnungswesen. | 1933 wurde Kahn nach § 3 BBG die Lehrbefugnis entzogen. | Die Familie Kahn emigrierte 1933 nach Großbritannien und übersiedelte 1934 in die USA, wo Kahn als Regierungsberater tätig sein konnte. 1935 wanderte die Familie nach Palästina ein, und Kahn begleitete dort in der Folge Ämter in der Wirtschaft und war als Berater tätig. | Nach dem Ehrendoktor der Universität ist in der Frankfurter Nordweststadt die Ernst-Kahn-Straße benannt. |
| Ernst Kantorowicz          | 1892 – 1944    | Der Jurist und Sozialpädagoge Kantorowicz kam 1930 als Professor für Staatsbürgerkunde und Sozialwissenschaften an das staatliche Frankfurter Berufspädagogische Institut ab Sommersemester 1932 auch einen Lehrauftrag in Sozialer Bürgerkunde an der Universität. Zugleich wurde er Leiter der pädagogischen Sektion des Freien Deutschen Hochstifts. | Am 1. September 1933 verlor Ernst Kantorowicz die Lehrbefugnis; seine Ämter waren ihm ebenfalls entzogen worden. | Nach seinem Ausschluss aus den staatlichen Bildungsinstitutionen war Kantorowicz in jüdischen Einrichtungen der Erwachsenenbildung tätig. Nach dem Novemberpogrom wurde Kantorowicz vom 11. November bis zum 25. Dezember 1938 im Konzentrationslager Buchenwald inhaftiert. Kurz nach seiner Freilassung emigrierte er mit seiner Familie in die Niederlande. Während der deutschen Besetzung wurde Kantorowicz 1943 in Amsterdam verhaftet und über das Durchgangslager Westerbork in das Konzentrationslager Bergen-Belsen deportiert. 1944 wurde er erst in das Konzentrationslager Theresienstadt und schließlich am 16. Oktober 1944 nach Auschwitz verbracht. Mit dem Todesdatum 18. Oktober 1944 wurde er für tot erklärt. Ähnlich verlief das Schicksal seiner Frau Margarete (1903 – 10. April 1945) und das von Margaretes Tochter Marion Ellen aus erster Ehe (geborene Levita; 19. April 1928 – 10. April 1945), die in Bergen-Belsen während der Räumung des Lagers zu Tode kamen. Margaretes Sohn F. Levita (ebenfalls aus der ersten Ehe) überlebte den Holocaust. | 1953 war von Hinterbliebenen ein Wiedergutmachungsverfahren eingeleitet worden. Im Frankfurter Stadtteil Ginnheim, vor dem Haus Fuchshohl 67, dem letzten Frankfurter Wohnsitz der Familie Kantorowicz, liegen drei Stolpersteine zur Erinnerung an das Schicksal der Familie Kantorowicz. |
| Otto Max Köbner            | 1869 – 1934    | Köbner erhielt 1925 den Ruf auf den Lehrstuhl für Auslandskunde, auswärtige Politik und Kolonialwesen und wurde Direktor der gleichnamigen Abteilung am Institut für Wirtschaftswissenschaften. | Hammerstein zählt Köbner zu den 1933 von den Nazis beurlaubten Lehrkräften. | Heuer/Wolf (S. 226) sprechen von Köbners Emeritierung im September 1933. Bei Hammerstein ist nachzulesen, dass es in den Auseinandersetzungen um Köbners Nachfolger hieß, dieser „könne aus den einbehaltenen Bezügen Köbners“ bezahlt werden. | |
| Julius Kraft               | 1898 – 1960    | Der in Jura und Philosophie promovierte Kraft kam 1925 als Assistent von Franz Oppenheimer nach Frankfurt. Nach seiner Habilitation in Soziologie unterrichtete er als Privatdozent Rechtsphilosophie. | 1933 Entzug der Lehrbefugnis nach § 3 BBG. | Kraft und seine Frau Margit (geborene Fuchs; * 1902), eine promovierte Bibliothekarin, flohen 1933 in die Niederlande, wo Kraft bis 1939 als Privatdozent an der Universität Utrecht lehrte. 1939 übersiedelte die Familie in die USA, wo Kraft in den Folgejahren als Dozent und Gastprofessor an verschiedenen Universitäten wirkte. Seine Frau arbeitete als Bibliothekarin am New Yorker Queens College. | Julius Kraft wurde 1945 US-amerikanischer Staatsbürger und erhielt 1947 erstmals eine Professur. Er wirkte an verschiedenen amerikanischen Universitäten, bevor er von 1954 an als Research fellow in der im Geiste Leonard Nelsons tätigen „Society of the Futherance of Critical Philosophy“ arbeitete und an der Herausgabe von Nelsons Gesammelten Schriften mitwirkte. Kraft hatte 1954 ein Wiedergutmachungsverfahren eingeleitet, das aber offenbar der gerichtlichen Klärung bedurfte, wie die Akten im Hessischen Hauptstaatsarchiv belegen. Von 1957 bis 1960 war Kraft ordentlicher Professor für Soziologie in Frankfurt und Direktor des Seminars für Gesellschaftslehre. |
| Alois Kraus                | 1863 – 1953    | Kraus kam 1903 als Lehrer an die Städtische Handelslehranstalt nach Frankfurt und habilitierte sich 1905 in Wirtschaftsgeographie und Geographischer Produktenkunde an der Akademie für Sozial- und Handelswissenschaften. An dieser Vorläufereinrichtung der Universität lehrte er ab 1905 als Privatdozent und ab 1914 an der Universität selber. 1917 wurde er zum ao. Professor berufen und wurde Mitglied des Direktoriums des Wirtschaftswissenschaftlichen Instituts.     | Während das Institut für Stadtgeschichte (ISG) seine Emeritierung auf das Jahr 1933 datiert, war das nach Heuer/Wolf (S. 231) bereits 1931 der Fall. Das Vorlesungs- und Personalverzeichnis der Universität Frankfurt für das Winter-Halbjahr 1932/33 (pdf-S. 68) führt ihn als entpflichteten beamteten ao. Professor mit Wohnsitz in Berlin. ISG und Heuer/Wolf stimmen darin überein, dass Kraus 1936 die Lehrbefugnis entzogen wurde.                 | Unklar ist, ob und wo Kraus 1936 noch einen Lehrauftrag ausübte. Er lebte zu dem Zeitpunkt bereits in Berlin und arbeitete da bis 1938 als Berater jüdischer Hilfsorganisationen. Kraus emigrierte 1938 in die USA und wurde Tutor am Haverford College. 1944 erhielt er die US-amerikanische Staatsbürgerschaft. | Kraus starb am 31. März 1953 in Bryn Mawr (Pennsylvania). |
| Adolf Löwe                 | 1893 – 1995    | Adolf Löwe verfügte über viele Erfahrungen in nationalen und internationalen Gremien, bevor er sich 1926 in Kiel habilitierte und dort auch zum Professor berufen wurde. 1931 nahm er den Ruf auf eine Professur für Wirtschaftliche Staatswissenschaften in Frankfurt an. Von Herbst 1932 bis Frühjahr 1933 war er auch Verwalter des Instituts für Sozialforschung. | Wegen seines Engagements für die SPD wurde ihm am 13. April 1933 nach § 4 BBG die Lehrbefugnis entzogen, und er wurde vom öffentlichen Dienst ausgeschlossen. | Löwe emigrierte 1933 über die Schweiz nach Großbritannien und war dort bis 1940 an der University of Manchester tätig. Löwe änderte 1939 seinen Namen in Adolph Lowe und wurde britischer Staatsbürger. Trotzdem wurde er zu Beginn des Zweiten Weltkriegs als Enemy Alien eingestuft und emigrierte daraufhin 1940 in die USA. Nach einer übergangsweisen Gastprofessur an der New School for Social Research lehrte Lowe von 1941 bis zu seiner Emeritierung 1963 an deren University of Exile. | Im Rahmen der sogenannten Wiedergutmachung wurde er Lowe seit dem Wintersemester 1956/57 in Frankfurt als Emeritus geführt. 1983 kehrte Lowe nach Deutschland zurück und nahm seinen Wohnsitz in Wolfenbüttel. An der JWGU wurde Lowe 1990 zum Ehrensenator ernannt, und 1993 veranstaltete die Universität zu seinem 100. Geburtstag eine Festveranstaltung. |
| Karl Mannheim              | 1893 – 1947    | Nach einer Privatdozentur in Heidelberg wurde Mannheim 1930 ordentlicher Professor für Soziologie in Frankfurt und – als Nachfolger von Franz Oppenheimer – Direktor des Seminars für Soziologie. | 1933 nach § 3 BBG Versetzung in den Ruhestand. | Mannheim emigrierte 1933 nach London und war dort bis 1944 Lecturer an der London School of Economics and Political Science. | 1945 wurde Mannheim britischer Staatsbürger und Professor für Erziehungssoziologie an der University of London. 1946 erfolgte seine Ernennung zum Direktor der europäischen Abteilung der UNESCO. Dieses Amt konnte er aus Gesundheitsgründen nicht mehr antreten. Seit 1950 war in Hessen ein Wiedergutmachungsverfahren anhängig. |
| Ernst Michel               | 1889 – 1964    | Der Linkskatholik Michel war seit 1921 Dozent und Direktor an der Akademie der Arbeit (AdA) und seit 1931 Honorarprofessor für Arbeitswissenschaft und soziale Betriebspolitik. | 1933 wurde die AdA von den Nationalsozialisten geschlossen, und Michel verlor nach § 4 BBG zusätzlich noch seine Lehrbefugnis an der Universität. | In den Folgejahren schrieb Michel als freier Autor, unter anderem für die Frankfurter Zeitung und für eine katholische Monatsschrift. 1938 wurden seine Schriften verboten. Michel ließ sich von 1938 bis 1940 in Berlin in Psychotherapie und Sozialpsychologie ausbilden und betrieb anschließend eine Privatpraxis in Frankfurt. | 1946 konnte Michel wieder als Honorarprofessor in Frankfurt Betriebssoziologie und Betriebspsychologie lehren. Er publizierte außerdem über sozialpolitischen, sozialgeschichtlichen und religiösen Themen. Ein Wiedergutmachungsverfahren war seit 1949 am Laufen. |
| Fritz Neumark              | 1900 – 1991    | Neumark kam 1925 als Assistent an die Frankfurter Universität, wurde hier 1927 in Internationaler Wirtschafts- und Finanzpolitik habilitiert und war bis 1932 Privatdozent. 1932 wurde er nichtbeamteter ao. Professor für Wirtschaftliche Staatswissenschaften. | Im April 1933 wurde Neumark beurlaubt, am 1. September 1933 erfolgte der Entzug der Lehrbefugnis. | Neumark ging noch 1933 ins türkische Exil und wurde Professor an der Universität Istanbul. | 1952 kehrte Neumark als ordentlicher Professor für Wirtschaftliche Staatswissenschaften und Finanzwissenschaften an die JWGU zurück. 1954/55 und 1961/62 war er Rektor der Universität. 1970 wurde er emeritiert. Neumark war vielfach als Berater aktiv und Träger zahlreicher Auszeichnungen. Relativ spät, erst 1958, hatte er ein Wiedergutmachungsverfahren eingeleitet. Auf dem Campus Westend der JWGU wurde ein Weg nach ihm benannt. |
| Ferdinand Nissen           | 1901 – 1952    | Nissen kam 1926 als wissenschaftlicher Assistent von Paul Arndt nach Frankfurt. | Nissen wurde 1933 entlassen. | Nissen emigrierte 1933 in die Schweiz und war an der wirtschaftswissenschaftlichen Fakultät der Universität Bern tätig. Nach einem missglückten Habilitationsversuch bei Alfred Amonn beendete er seine wissenschaftliche Laufbahn. Nissen emigrierte 1936 in die Türkei und 1938 von dort aus in die USA. In den Folgejahren begleitete er leitende Stellungen in größeren Unternehmen. | Über die Zeit nach 1952 liegen keine Hinweise mehr vor. Ein Bruder von Nissen ist der Mediziner Rudolf Nissen, der ebenfalls in der Türkei und in den USA Zuflucht fand. |
| Franz Oppenheimer          | 1864 – 1943    | Franz Oppenheimer besetzte ab 1919 als ordentlicher Professor für Soziologie und Theoretische Nationalökonomie in Frankfurt den ersten deutschen Lehrstuhl für Soziologie. | Obwohl bereits seit 1929 emeritiert (sein Nachfolger wurde Karl Mannheim), wurde Oppenheimer 1933 nach § 3 BBG entlassen, was vermutlich mit dem Wegfall der Bezüge verbunden war. | Oppenheimer lebte nach seiner Emeritierung in Lüdersdorf (Brandenburg) und hielt sich zeitweise in Palästina und in den USA auf, kehrte aber immer wieder nach Deutschland zurück. 1938 erfolgte in Deutschland ein völliges Verbot seiner Schriften. Bevor Oppenheimer 1940 endgültig in die USA emigrierte, hatte er noch einen Lehrauftrag in Tokio übernommen und lebte vorübergehend auch in Shanghai. Oppenheimer nahm seinen Wohnsitz in Los Angeles, wo bereits seine Schwester Elise Steindorff (* 1866) lebte, und bereitete zusammen mit seiner Tochter Renata (* 1917, verheiratete Lenart) die Herausgabe seiner wichtigsten Schriften in englischer Sprache vor. | 2007 wurde Oppenheimers Urne aus den USA nach Deutschland überführt und ruht seither in einem Ehrengrab auf dem Frankfurter Südfriedhof. 2013 wurde in Frankfurt am Main ein Studierendenwohnheim der FDS gemeinnützigen Stiftung nach Franz Oppenheimer benannt. Das Zusammenfallen von Oppenheimers 150. Geburtstag und des hundertjährigen Bestehens der JWGU war 2014 Anlass für zahlreiche Ehrungen. Hinterbliebene von Franz Oppenheimer haben 1951 ein Wiedergutmachungsverfahren eingeleitet. |
| Friedrich Pollock          | 1894 – 1970    | Pollock wurde 1923 in Frankfurt promoviert und gehörte im gleichen Jahr zu den Mitbegründern und in der Folge zu den Mitarbeitern des Instituts für Sozialforschung (IfS). Nach seiner Habilitation in Nationalökonomie im Jahre 1928 lehrte er als Privatdozent an der Universität und leitete von 1928 bis 1930 an Stelle des erkrankten Carl Grünberg das IfS, dessen Londoner Zweigstelle er 1930 gründete.                                                                  | 1933 Entzug der Lehrbefugnis nach § 3 BBG. | Der eng mit Max Horkheimer befreundete Pollock emigrierte wie dieser 1933 in die USA und war dort von 1933 bis 1949 Seminarleiter und geschäftsführender Direktor des nun an der Columbia University angesiedelten IfS. Pollock war Vizepräsident der Ende 1936 von Paul Tillich ins Leben gerufenen Organisation „Self-Help for German Emigrees from Central Europe“ und seit 1940 US-amerikanischer Staatsbürger. | 1950 kehrte Pollock wieder nach Frankfurt und an das hier neu gegründete IfS zurück. 1951 wurde er außerplanmäßiger Professor für Volkswirtschaftslehre und Soziologie, 1958 ordentlicher Professor für Volkswirtschaftslehre. Pollock wurde 1963 emeritiert und war seit 1963 Träger der Ehrenplakette der Stadt Frankfurt am Main. 1957 hatte er ein Wiedergutmachungsverfahren eingeleitet. |
| Karl Pribram               | 1877 – 1973    | Pribram kam 1928 vom Internationalen Arbeitsamt in Genf nach Frankfurt und wurde Lehrstuhlnachfolger von Andreas Voigt und Direktor des Instituts für Wirtschaftswissenschaften. | 1933 nach § 3 BBG Versetzung in den Ruhestand. | Pribram emigrierte 1934 in die USA und war bis 1936 Mitarbeiter der Brookings Institution und danach bis 1942 des Social Security Board in Washington. Von 1942 bis 1959 war er Mitglied der Tariff Commission. Parallel zu seinen Tätigkeiten in US-amerikanischen Behörden war Pribram von 1939 bis 1952 Professor an der American University in Washington, D.C. | Als ein Akt der Wiedergutmachung führte die Universität Frankfurt Pribram seit 1954 wieder als emeritierten Professor. Ein Wiedergutmachungsverfahren hatte er 1951 noch von den USA aus eingeleitet. |
| Gottfried Salomon-Delatour | 1892 – 1964    | Salomon habilitierte sich 1921 in Frankfurt bei Franz Oppenheimer in Soziologie und wurde Privatdozent. Von 1922 bis 1929 war er wissenschaftlicher Assistent bei Oppenheimer und ab 1929 bei Karl Mannheim. Zugleich war er seit 1925 nichtbeamteter ao. Professor der Soziologie und erhielt 1930 einen weiteren Lehrauftrag für Französische Staats- und Gesellschaftskunde.                                                                                                  | 1933 Entzug der Lehrbefugnis nach § 3 BBG. | Salomon emigrierte zunächst nach Rom und ging dann Ende 1933 nach Paris, wo er bis 1940 als Professor an der Sorbonne lehrte. 1941 floh Salomon weiter in die USA, wo er von an verschiedenen Universitäten lehrte, darunter auch an der New School for Social Research in New York. Er nahm als zweiten Nachnamen den Geburtsnamen seiner Mutter an und beriet während des Zweiten Weltkrieges das War Department in Washington. | In den Jahren 1946–1950 war Salomon, der seit 1947 die US-amerikanische Staatsbürgerschaft besaß, Soziologieprofessor an der Columbia University. Er bemühte sich bereits seit 1950 – zunächst erfolglos – um eine Wiederanstellung an der Frankfurter Universität und übernahm 1954 eine Gastprofessur in Hamburg. Im gleichen Jahr stellte er einen Antrag auf Wiedergutmachung. Gegen den Ablehnungsbescheid klagt Salomon-Delatour und bekommt nach vier Jahren Recht. 1958 erging ein Wiedergutmachungsbescheid in dessen Folge ihm die Frankfurter Universität trotz internen Widerstands den Status eines emeritierten Professors und entsprechende Bezüge zugestand. 1958 erfolgte seine endgültige Rückkehr nach Deutschland, und von 1959 bis zu seinem Tod im Jahre 1964 unterrichtete er im Rahmen eines Lehrauftrags Soziologie an der Philosophischen Fakultät der Universität. (Heuer/Wolf, S. 328-330) Überlegung, dass Salomon an der neu gegründeten Universität Konstanz ein Institut für Sektenforschung leiten sollte, wurden durch seinen Tod hinfällig. |
| Wilhelm Sturmfels          | 1887 – 1967    | Sturmfels war hauptamtlicher Dozent an der Akademie der Arbeit (AdA) und seit 1932 Honorarprofessor an der Universität. | 1933 Entlassung nach § 6 BBG. Nach Hammerstein sei dafür – wie auch bei Ernst Michel – ausschlaggebend gewesen, dass er als politischer Linker gegolten habe. | Über Sturmfels Leben zwischen 1933 und 1945 liegen keine Daten vor. | Nach Hammerstein gab es innerhalb der Philosophischen Fakultät schon früh Bestrebungen, Sturmfels wieder auf eine Professur zu berufen. Er selbst hatte 1946 eine Denkschrift vorgelegt, in der er darlegte, wie eine Professur für Gemeinschaftskunde in der Gymnasiallehrerausbildung zu gestalten sei. Ebenfalls 1946 gehörte Sturmfels einer Kommission an, die die Wiedereröffnung der AdA vorbereitete. Ob es dann tatsächlich noch bis 1952 dauerte, bis er auf eine außerordentliche Professur berufen wurde (Heuer/Wolf, S. 462), lässt sich nicht verifizieren, könnte aber durchaus die Folge des 1951 eingeleiteten Wiedergutmachungsverfahrens gewesen sein. 1962 übernahm er eine kommissarische Lehrstuhlvertretung, wozu es ebenfalls keine weiterführenden Informationen gibt. |
| Walter Sulzbach            | 1889 – 1969    | Der 1921 in Frankfurt in Soziologie habilitierte Sulzbach lehrte bis 1930 als Privatdozent und ab 1930 als nichtbeamteter ao. Professor. | 1933 Entzug der Lehrbefugnis nach § 3 BBG. | Sulzbach, der seit 1922 Teilhaber des Bankhauses Gebrüder Sulzbach war, musste diese Teilhaberschaft 1937 im Zuge der Arisierung der Bank beenden und emigrierte in die USA. Von 1937 bis 1945 war Sulzbach Professor für Soziologie an den Claremont Colleges in Kalifornien. 1944 hatte er die US-amerikanische Staatsbürgerschaft angenommen. | Nach 1945 arbeitete Sulzbach für verschiedene Forschungseinrichtungen und übte Regierungsaufgaben aus. 1954 wurde Sulzbach – vermutlich in der Folge des seit 1950 laufenden Wiedergutmachungsverfahrens – von der Frankfurter Universität zum ordentlichen Professor emeritus ernannt. Er übersiedelte 1960 in die Schweiz. |
| Heinrich Voelcker          | 1862 – 1955    | Die Hinweise auf Voelcker sind spärlich: Geboren am 27. September 1862 in Frankfurt, unterrichtete er von 1910 bis 1920 als Privatdozent für Volkswirtschaftslehre an der Königlichen Technischen Hochschule zu Berlin, einer Vorgängereinrichtung der TU Berlin. Anschließend sei er als ordentlicher Professor an die Universität Frankfurt berufen worden. Auf diversen Seiten der Stadt wird er als Lehrbeauftragter für Wirtschaftsgeschichte und Wirtschaftskunde geführt. | Im Katalog der Deutschen Nationalbibliothek wird Voelcker als Wirtschaftswissenschaftler, Major, Hochschullehrer, Lokalhistoriker und Vorsitzender des Frankfurter Vereins für Geschichte und Landeskunde geführt. Dass er Major gewesen sein soll, könnte erklären, weshalb er erst 1936 die Lehrbefugnis entzogen bekam, denn bis dahin hätte er vom Frontkämpferprivileg profitiert. Warum ihm die Lehrbefugnis entzogen wurde, ist nicht dokumentiert. | Voelckers Schicksal nach 1936 ist nicht bekannt. Ob der im Katalog der DNB genannte alternative Vorname Henry ein Indiz für eine Emigration ist, muss offen bleiben. | Bei der Wiedereröffnung der Universität nach 1945 und insbesondere beim Wiederaufbau der Wirtschafts- und Sozialwissenschaftlichen Fakultät scheint Voelcker nur eine untergeordnete Rolle gespielt zu haben. Bei Hammerstein heißt es dazu: „Heinrich Voelcker und auch Albert Hahn mußten hingegen allenfalls als Wiedergutmachungsfälle wieder aufgeführt werden, ohne daß Aussicht bestand, sie zur Lehre zu veranlassen.“ L. Albert Hahn kehrt 1950 wieder an die Universität zurück; ob ähnliches auch auf Voelcker zutrifft, ist nicht bekannt. Er starb am 7. Januar 1955 in Herrenalb. |